# Melve
Pour le cours d'eau, affluent de la Germaine et sous-affluent de la Dordogne, voir Melve (ruisseau).
Melve est une commune française située dans le département des Alpes-de-Haute-Provence, en région Provence-Alpes-Côte d'Azur, entre Gap et Sisteron, à proximité de la vallée de la Durance. Le village et les petits hameaux totalisent un peu plus de 100 habitants en 2022. Le territoire est tourné vers l'agriculture et la randonnée ; quelques boisements occupent les limites nord-est et sud-ouest. Des montagnes occupent la partie nord-est, jusqu'à 1 478 mètres. La géographie des Préalpes de Digne se traduit dans le relief marqué, ainsi que dans le réseau de ruisseaux ou torrents, intermittents ou non.
Ses habitants sont appelés les Melvéins.

## Géographie

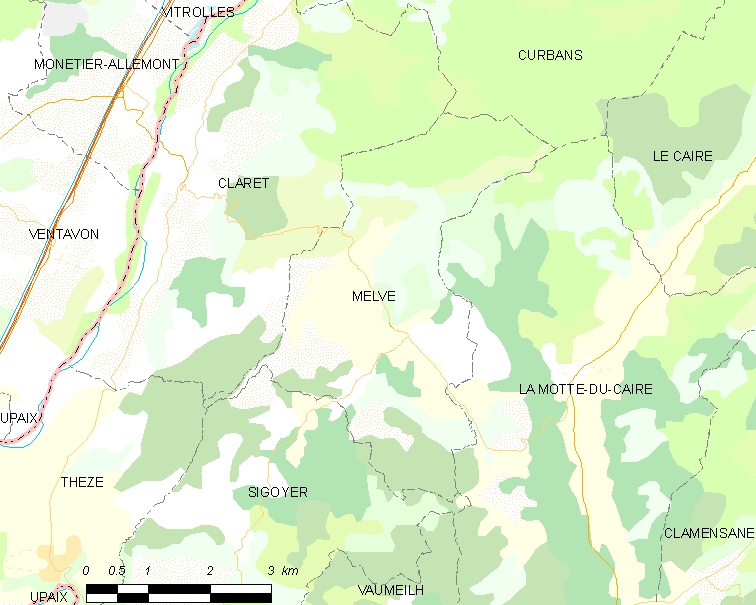
Melve et les communes voisines (Cliquez sur la carte pour accéder à une grande carte avec la légende).

### Site et situation
Petite commune d'une centaine d'habitants, Melve se trouve entre Gap et Sisteron. La Motte-du-Caire, chef-lieu d'environ 500 habitants, est à 7 km. Le village de Melve est situé à environ 840 mètres d'altitude, au pied de montagnes qui le dominent au nord-est. Le relief s'étage entre 698 et 1 478 mètres au Grand Colombier, point culminant de la commune.
Une petite bande de terrain d'environ un kilomètre de long et 100 m de large, située entre la rivière Mousson et la route de Thèze à Melve, appartient à Melve. Topographiquement parlant, c'est un terrain homogène, allant du sommet du coteau (emprunté par la route) au thalweg suivi par le torrent.

### Géologie

Massif des Alpes et localisation des Préalpes de Digne.

Le territoire se situe dans les Préalpes de Digne, entre trois formations géologiques majeures des Alpes :
- la nappe de Digne à l'est[5], au niveau du lobe de Valavoire[6] : il s'agit d'une nappe de charriage, c'est-à-dire d'une dalle épaisse de près de 5 000 m qui s'est déplacée vers le sud-ouest durant l'Oligocène et la fin de la formation des Alpes. Les lobes (ou écaille) correspondent à la bordure découpée à l'ouest de la nappe ;
- les Baronnies à l'ouest ;
- le Bochaine au nord-ouest.

Lors des deux dernières grandes glaciation, la glaciation de Riss et la glaciation de Würm, la commune est entièrement recouverte par le glacier de la Durance.

### Relief
Au nord de la commune, un vallon étroit est séparé du reste de la commune par la Montagne, orientée est-ouest, et ponctuée par les trois sommets du Colombier (1 478 m), des Croix (1 425 m) et de la Tête de Boursier, à l'ouest, dans la commune de Claret. Le Rocher du Colombier (1 459 m) est une avancée rocheuse visible sous le sommet dont il prend le nom.
Sous cette crête, quelques collines descendent vers le sud, à une altitude de 1 000 m environ : le village s'est établi à leur pied. Le reste de la commune est formé d'une courte plaine avant les collines peu élevées au sud-est, Combe Chaston ( 899 m) et la crête de la Pare (782 m) au sud-ouest.

### Climat
Pour des articles plus généraux, voir Climat de Provence-Alpes-Côte d'Azur et Climat des Alpes-de-Haute-Provence.
En 2010, le climat de la commune est de type climat méditerranéen altéré, selon une étude du Centre national de la recherche scientifique s'appuyant sur une série de données couvrant la période 1971-2000. En 2020, Météo-France publie une typologie des climats de la France métropolitaine dans laquelle la commune est exposée à un climat de montagne ou de marges de montagne et est dans la région climatique Alpes du sud, caractérisée par une pluviométrie annuelle de 850 à 1 000 mm, minimale en été.
Pour la période 1971-2000, la température annuelle moyenne est de 9,8 °C, avec une amplitude thermique annuelle de 17 °C. Le cumul annuel moyen de précipitations est de 913 mm, avec 7,4 jours de précipitations en janvier et 5 jours en juillet. Pour la période 1991-2020, la température moyenne annuelle observée sur la station météorologique de Météo-France la plus proche, « Tallard », sur la commune de Tallard à 13 km à vol d'oiseau, est de 11,3 °C et le cumul annuel moyen de précipitations est de 766,0 mm. 
La température maximale relevée sur cette station est de 40 °C, atteinte le 28 juin 2019 ; la température minimale est de −20,5 °C, atteinte le 13 janvier 1987,,.
Les paramètres climatiques de la commune ont été estimés pour le milieu du siècle (2041-2070) selon différents scénarios d'émission de gaz à effet de serre à partir des nouvelles projections climatiques de référence DRIAS-2020. Ils sont consultables sur un site dédié publié par Météo-France en novembre 2022.

### Hydrographie
Le Mouson coule sous le  village vers le sud-ouest et la vallée de la Durance. C'est la principale rivière de la commune. Plusieurs torrents intermittents coulent le long des pentes dans des ravins. Le ravin du Grand Vallon coule en limite nord, au-delà de la forêt domaniale du Grand Vallon qui occupe le versant nord de la montagne. L'essentiel du territoire est agricole.

### Hameaux, lieux-dits et écarts
La commune compte plusieurs hameaux : la Maurelle, le Serre, le Haut Forest, le Bas Forest, Sous Ville, les Baudes, les Moulins, les Plaines.

### Communications et transports
Le village de Melve est traversé par la route départementale 104, qui le relie en direction du nord-ouest à Claret, où elle rejoint la D 4 Sisteron - Tallard par la rive gauche de la Durance, et vers le sud-est à la Motte-du-Caire, où elle rejoint l'ex-route nationale 551 Sisteron-Espinasses. À la sortie sud du village, la D 304 s'embranche sur la D 104 en direction du sud-ouest vers Sigoyer. Le réseau départemental est complété par plusieurs routes et chemins communaux, ainsi que par plusieurs chemins de randonnée pédestre.
Melve est desservi par une ligne d'autocars en direction de Sisteron par Sigoyer d'une part, et de Turriers par la Motte-du-Caire d'autre part. La gare SNCF la plus proche est celle de Sisteron, desservie par plusieurs liaisons quotidiennes vers Aix-en-Provence et Marseille d'une part, Gap et Briançon d'autre part. Un petit aérodrome civil se trouve à Tallard, sans desserte régulière.

### Risques majeurs
Aucune des 200 communes du département n'est en zone de risque sismique nul. Le canton de La Motte-du-Caire auquel appartient Melve est en zone 1a (sismicité très faible mais non négligeable) selon la classification déterministe de 1991, basée sur les séismes historiques, et en zone 3 (risque modéré) selon la classification probabiliste EC8 de 2011.
La commune de Melve est également exposée à deux autres risques naturels :
- feux de forêt ;
- mouvements de terrain[17].

Par contre elle n’est exposée à aucun des risques d’origine technologique recensés par la préfecture et aucun plan de prévention des risques naturels prévisibles (PPR) n’existe pour la commune ; le Dicrim n’existe pas non plus.

### Toponymie
Melve se nomme Mèuva en provençal selon la norme classique et Mèuvo selon la norme mistralienne.
Le nom du village, tel qu’il apparaît pour la première fois dans les textes vers 1200 (castri de Melva), est interprété de différentes manières : 
- comme issu de l’oronyme celtique *Mel, ayant donné Mello, en référence au plateau où le village est construit, selon Charles Rostaing[20] ;
- comme issu du nom occitan mèuvo, signifiant mélèze, par allusion aux forêts qui couvrent le terroir, selon Ernest Nègre[21].

## Urbanisme

### Typologie
Au 1er janvier 2024, Melve est catégorisée commune rurale à habitat très dispersé, selon la nouvelle grille communale de densité à 7 niveaux définie par l'Insee en 2022.
Elle est située hors unité urbaine et hors attraction des villes,.

### Occupation des sols
L'occupation des sols de la commune, telle qu'elle ressort de la base de données européenne d’occupation biophysique des sols Corine Land Cover (CLC), est marquée par l'importance des forêts et milieux semi-naturels (60,1 % en 2018), en augmentation par rapport à 1990 (55,5 %). La répartition détaillée en 2018 est la suivante : 
forêts (30,1 %), terres arables (22,5 %), zones agricoles hétérogènes (17,4 %), espaces ouverts, sans ou avec peu de végétation (16,1 %), milieux à végétation arbustive et/ou herbacée (13,8 %).
L'évolution de l’occupation des sols de la commune et de ses infrastructures peut être observée sur les différentes représentations cartographiques du territoire : la carte de Cassini (XVIIIe siècle), la carte d'état-major (1820-1866) et les cartes ou photos aériennes de l'IGN pour la période actuelle (1950 à aujourd'hui).

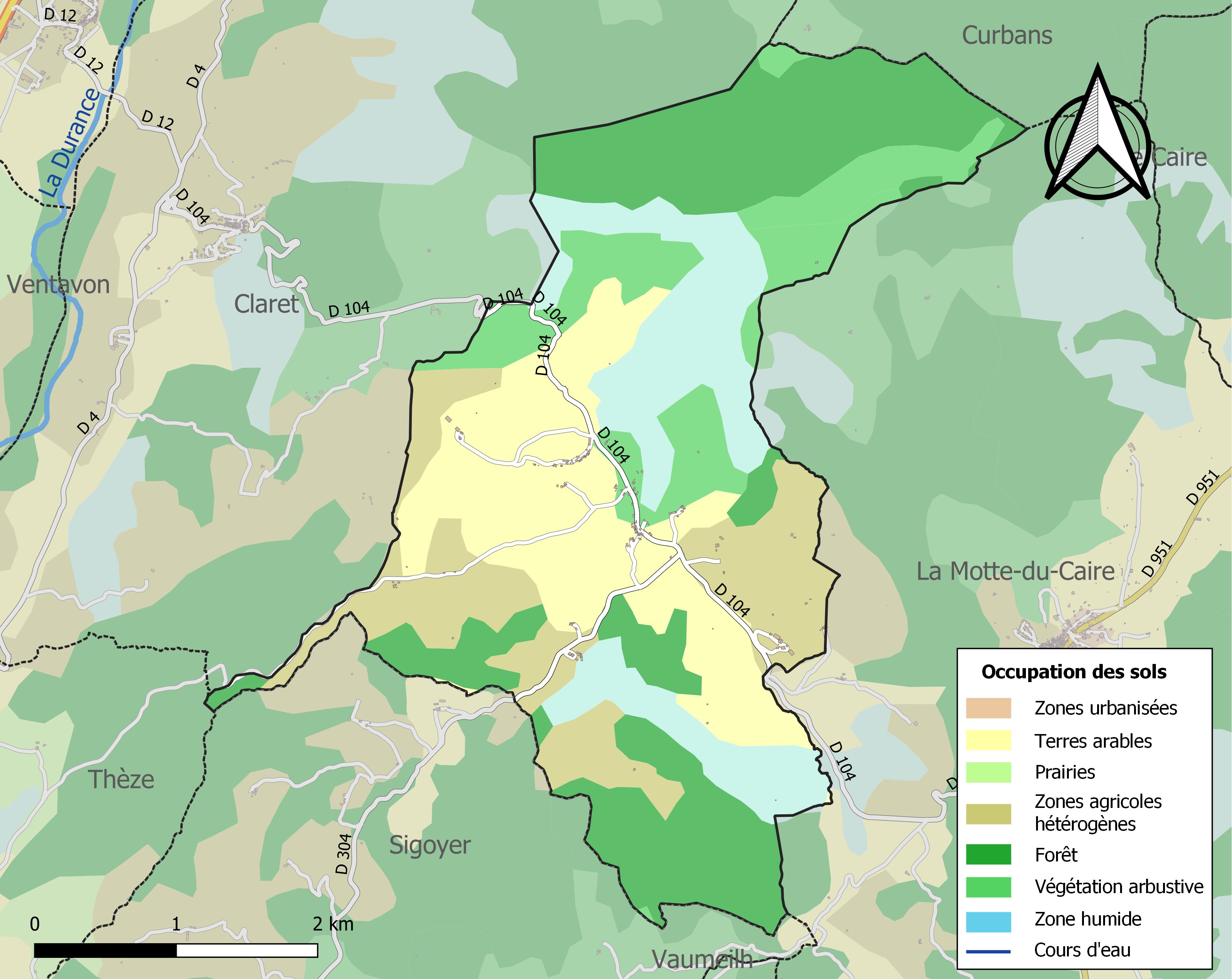
Carte de l'occupation des sols de la commune en 2018 (CLC).

## Histoire

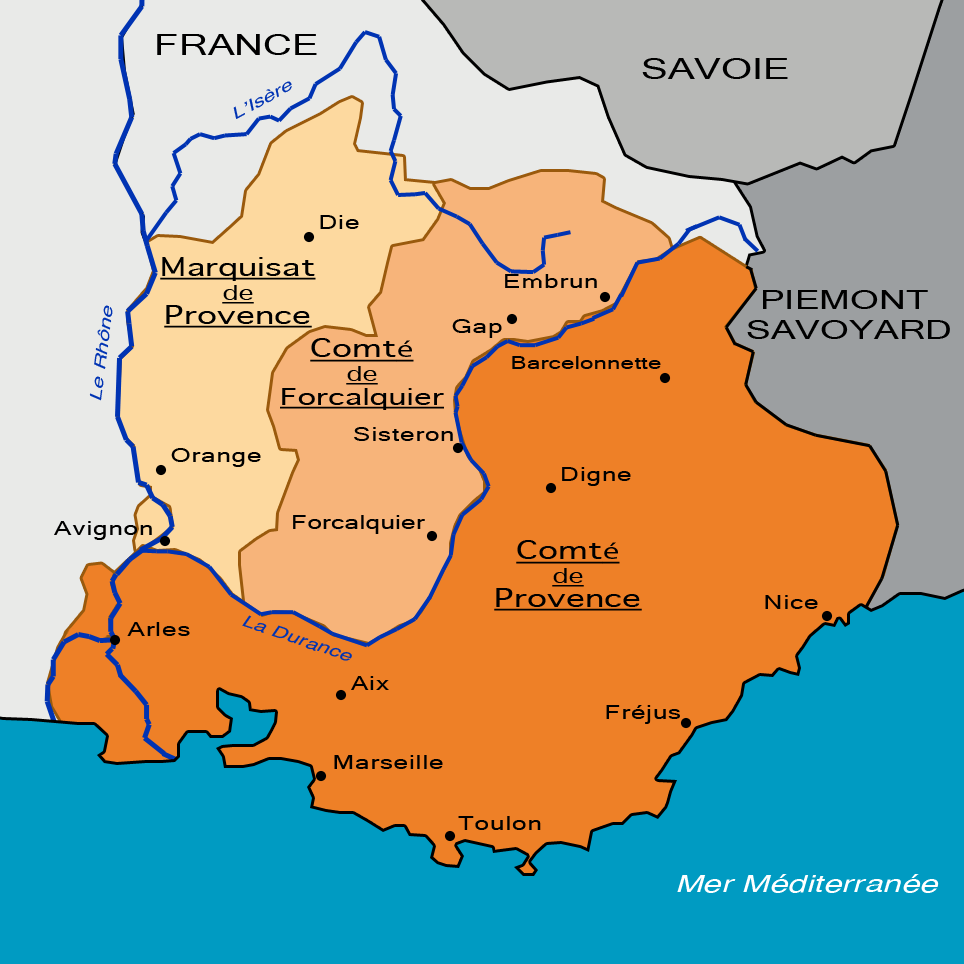
En 1125, le territoire fait partie du comté de Provence.

En 1125, le territoire se situe dans la partie nord du comté de Provence. La localité apparaît pour la première fois dans les chartes au XIIIe siècle (Melva). Le centre du village, dont l’église paroissiale, était situé au Serre, actuellement un hameau, avant que les guerres de religion ne saccagent l’église. Le centre de la communauté se déplace alors au hameau de Luéry (actuel village).
La communauté relevait de la baillie de Sisteron et l’église paroissiale de l’évêque de Gap, qui percevait les revenus de l’église. Le fief dépend de la famille d'Agoult au XIVe siècle, puis des Périnet au XVIIIe siècle. La commune est rattachée au département à sa création après la Révolution française.
Le coup d'État du 2 décembre 1851 commis par Louis-Napoléon Bonaparte contre la Deuxième République provoque un soulèvement armé dans les Basses-Alpes, en défense de la Constitution. Après l’échec de l’insurrection, une sévère répression poursuit ceux qui se sont levés pour défendre la République : 3 habitants de Melve sont traduits devant la commission mixte.
Une église et une école sont construites au XIXe siècle. L'activité est alors essentiellement agricole (blé, légumes, noix). Comme de nombreuses communes du département, Melve s’est doté d’une école bien avant les lois Jules Ferry : en 1863, une école dispensant une instruction primaire aux garçons et aux filles fonctionne déjà.
La commune perd plus de 100 habitants dans les années 1920, puis en regagne près de 60 à la fin de la décennie suivante. Un exode rural massif se produit de 1841 à 1876, la population passant de 348 à 253, avant de connaitre des variations durant 35 ans.
Durant la Seconde Guerre mondiale, le département est occupé par l'Italie en 1942-1943, puis par l'Allemagne nazie jusqu'en août 1944. Le débarquement de Provence permet une libération rapide de la zone.
Jusqu’au milieu du XXe siècle, la vigne était cultivée dans la commune, uniquement pour l’autoconsommation. Cette culture a depuis été abandonnée.
En 1982, la commune connait un minimum de population (72 habitants), et depuis une croissance de 40 habitants en 20 ans. Elle est stabilisée dans les années 2000 autour de 110 habitants.

## Politique et administration

### Découpage territorial
Melve est l'une des 34 communes du canton de Seyne, division électorale créée par un décret de 2014 et entrée en vigueur après les élections départementales de 2015. La commune fait partie de l’arrondissement de Sisteron du 17 février 1800 au 10 septembre 1926, date de son rattachement à l'arrondissement de Forcalquier et de la deuxième circonscription des Alpes-de-Haute-Provence. Elle a fait partie du canton de La Motte-du-Caire de 1801 à 2015 après avoir fait partie du canton de Claret.
Melve a fait partie, de 2008 à 2016, de la communauté de communes de La Motte-du-Caire - Turriers. Depuis le 1er janvier 2017, elle est membre de la communauté de communes du Sisteronais Buëch.

### Administration municipale
De par sa taille, la commune dispose d'un conseil municipal de onze membres (article L2121-2 du Code général des collectivités territoriales). Lors du scrutin de 2008, il y eut deux tours (dix élus au premier tour et un au second) et Jean-Christian Borchi a été élu conseiller municipal au premier tour avec le neuvième total de 53 voix, soit 51,46 % des suffrages exprimés. La participation a été de 93,64 %. Il a ensuite été nommé maire par le conseil municipal.

### Liste des maires
L'élection du maire est la grande innovation de la Révolution de 1789. De 1790 à 1795, les maires sont élus au suffrage censitaire pour 2 ans. De 1795 à 1800, il n’y a pas de maires, la commune se contente de désigner un agent municipal qui est délégué à la municipalité de canton.
En 1799-1800, le Consulat revient sur l'élection des maires, qui sont désormais nommés par le pouvoir central. Ce système est conservé par les régimes suivants, à l'exception de la Deuxième République (1848-1851). Après avoir conservé le système autoritaire, la Troisième République libéralise par la loi du 5 avril 1884 l'administration des communes : le conseil municipal, élu au suffrage universel, élit le maire en son sein.
| Période                                  | Période                       | Identité               | Étiquette | Qualité  |
| ---------------------------------------- | ----------------------------- | ---------------------- | --------- | -------- |
| Les données manquantes sont à compléter. |                               |                        |           |          |
| mai 1945                                 |                               | Paul Théus             |           |          |
|                                          |                               |                        |           |          |
| mars 2001                                | 2008                          | Charles Chabrier,      |           |          |
| mars 2008                                | En cours (au 21 octobre 2014) | Jean-Christian Borchi, | DVG       | Retraité |

### Instances judiciaires
Melve fait partie des juridictions d’instance de Forcalquier, de la prud'homale de Manosque, et de grande instance de Digne-les-Bains.

### Fiscalité locale
| Taxe                                        | Part communale | Part intercommunale | Part départementale | Part régionale |
| ------------------------------------------- | -------------- | ------------------- | ------------------- | -------------- |
| Taxe d'habitation                           | 2,59 %         | 0,64 %              | 5,53 %              | 0,00 %         |
| Taxe foncière sur les propriétés bâties     | 9,53 %         | 2,25 %              | 14,49 %             | 2,36 %         |
| Taxe foncière sur les propriétés non bâties | 38,40 %        | 6,44 %              | 47,16 %             | 8,85 %         |
| Taxe professionnelle                        | 6,50 %         | 1,28 %              | 10,80 %             | 3,84 %         |

La part régionale de la taxe d'habitation n'est pas applicable.
La taxe professionnelle est remplacée en 2010 par la cotisation foncière des entreprises (CFE) portant sur la valeur locative des biens immobiliers et par la contribution sur la valeur ajoutée des entreprises (CVAE) (les deux formant la contribution économique territoriale (CET) qui est un impôt local instauré par la loi de finances pour 2010).

## Population et société

### Démographie
L'évolution du nombre d'habitants est connue à travers les recensements de la population effectués dans la commune depuis 1765. Pour les communes de moins de 10 000 habitants, une enquête de recensement portant sur toute la population est réalisée tous les cinq ans, les populations de référence des années intermédiaires étant quant à elles estimées par interpolation ou extrapolation. Pour la commune, le premier recensement exhaustif entrant dans le cadre du nouveau dispositif a été réalisé en 2008.

En 2022, la commune comptait 127 habitants, en évolution de +10,43 % par rapport à 2016 (Alpes-de-Haute-Provence : +2,84 %, France hors Mayotte : +2,11 %).
| 1765 | 1793 | 1800 | 1806 | 1821 | 1831 | 1836 | 1841 | 1846 |
| ---- | ---- | ---- | ---- | ---- | ---- | ---- | ---- | ---- |
| 371  | 360  | 327  | 366  | 407  | 290  | 290  | 348  | 312  |

| 1851 | 1856 | 1861 | 1866 | 1872 | 1876 | 1881 | 1886 | 1891 |
| ---- | ---- | ---- | ---- | ---- | ---- | ---- | ---- | ---- |
| 286  | 264  | 264  | 261  | 262  | 253  | 267  | 215  | 242  |

| 1896 | 1901 | 1906 | 1911 | 1921 | 1926 | 1931 | 1936 | 1946 |
| ---- | ---- | ---- | ---- | ---- | ---- | ---- | ---- | ---- |
| 208  | 165  | 186  | 180  | 123  | 113  | 99   | 114  | 107  |

| 1954 | 1962 | 1968 | 1975 | 1982 | 1990 | 1999 | 2006 | 2008 |
| ---- | ---- | ---- | ---- | ---- | ---- | ---- | ---- | ---- |
| 101  | 101  | 75   | 80   | 72   | 98   | 114  | 109  | 106  |

| 2013 | 2018 | 2022 | - | - | - | - | - | - |
| ---- | ---- | ---- | - | - | - | - | - | - |
| 115  | 123  | 127  | - | - | - | - | - | - |

| 1315    | 1471    |
| ------- | ------- |
| 60 feux | 19 feux |

### Enseignement
La commune ne dispose pas d'école primaire. Au niveau secondaire, les élèves sont affectés au collège Marcel-Massot de la Motte-du-Caire, puis au lycée de la cité scolaire Paul-Arène à Sisteron,.

### Santé
Ce petit village ne possède aucun professionnel de santé. On trouve à la Motte-du-Caire une maison médicale, avec présence d'un médecin, deux infirmiers, deux kinésithérapeutes et un dentiste, ainsi qu'une pharmacie.
Trois centres hospitaliers sont accessibles dans les environs :
- le centre hospitalier Buëch-Durance, à Laragne-Montéglin, à 23 kilomètres[53] ;
- le centre hospitalier intercommunal des Alpes du sud (CHICAS), site de Sisteron, à 28 kilomètres ;
- le centre hospitalier intercommunal des Alpes du sud (CHICAS), site de Gap, à 35 kilomètres[54].

Le service d'urgences le plus proche est donc celui du CHICAS de Sisteron.

### Cultes
Le culte catholique se pratique en l'église Notre-Dame de Clamensane, où la messe dominicale est célébrée le 4e dimanche du mois ou au prieuré Sainte-Marie à La Motte-du-Caire.
Les musulmans doivent se rendre soit à la mosquée En-Nasr de Manosque, soit à la mosquée Younés à Digne-les-Bains.

## Économie

### Aperçu général
En 2009, la population active s’élevait à 43 personnes, dont cinq chômeurs (chiffre identique fin 2011). Ces travailleurs sont majoritairement salariés (25 sur 39) et travaillent majoritairement hors de la commune (23 actifs sur 39). Le principal secteur d’activités est le secteur primaire.

### Agriculture
Fin 2010, le secteur primaire (agriculture, sylviculture, pêche) comptait neuf établissements actifs au sens de l’Insee (tous professionnels) et sept emplois salariés. Le nombre d’exploitations professionnelles, selon l’enquête Agreste du ministère de l’Agriculture, est de neuf en 2010. Il était de huit en 2000, de dix en 1988. De 1988 à 2000, la surface agricole utile (SAU) a fortement augmenté, de 437 à 857 ha (avec l’installation d’un éleveur ovin). La SAU est depuis stable, à 854 ha en 2010.
Les agriculteurs de la commune de Melve n’ont droit à aucun label d’appellation d'origine contrôlée (AOC) mais peuvent bénéficier de neuf labels indication géographique protégée (IGP) (dont pommes des Alpes de Haute-Durance, miel de Provence et agneau de Sisteron).
Parmi ces labels, ceux concernant le vin (alpes-de-haute-provence (IGP) blanc, rouge et rosé et VDP de Méditerranée blanc, rouge et rosé) ne sont pas utilisés, la vigne n’étant pas cultivée pour une production commerciale dans la commune.
- Productions agricoles de Melve[réf. nécessaire].

Productions agricoles de Melve.
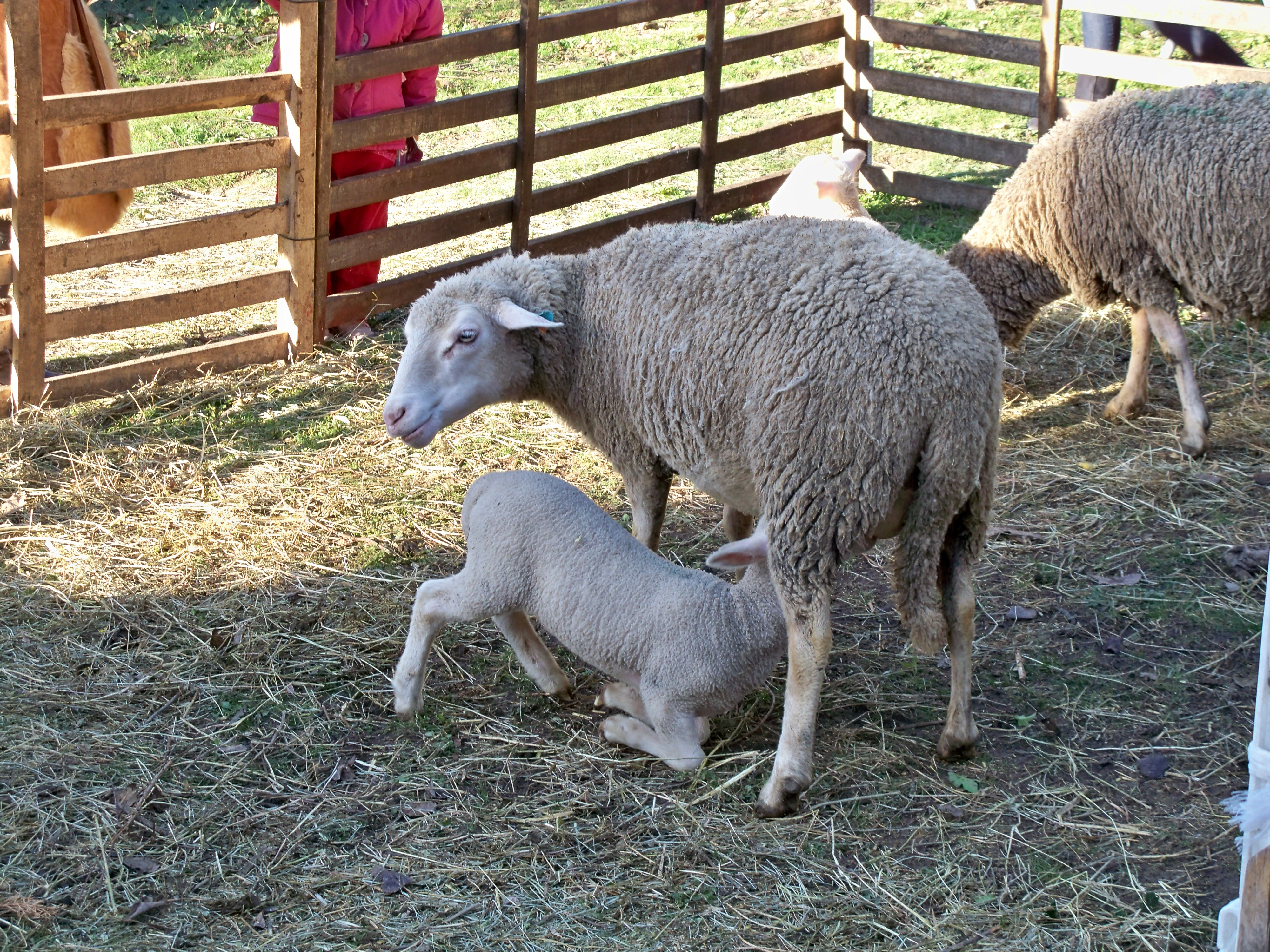
Agneau de Sisteron élevé sous sa mère.
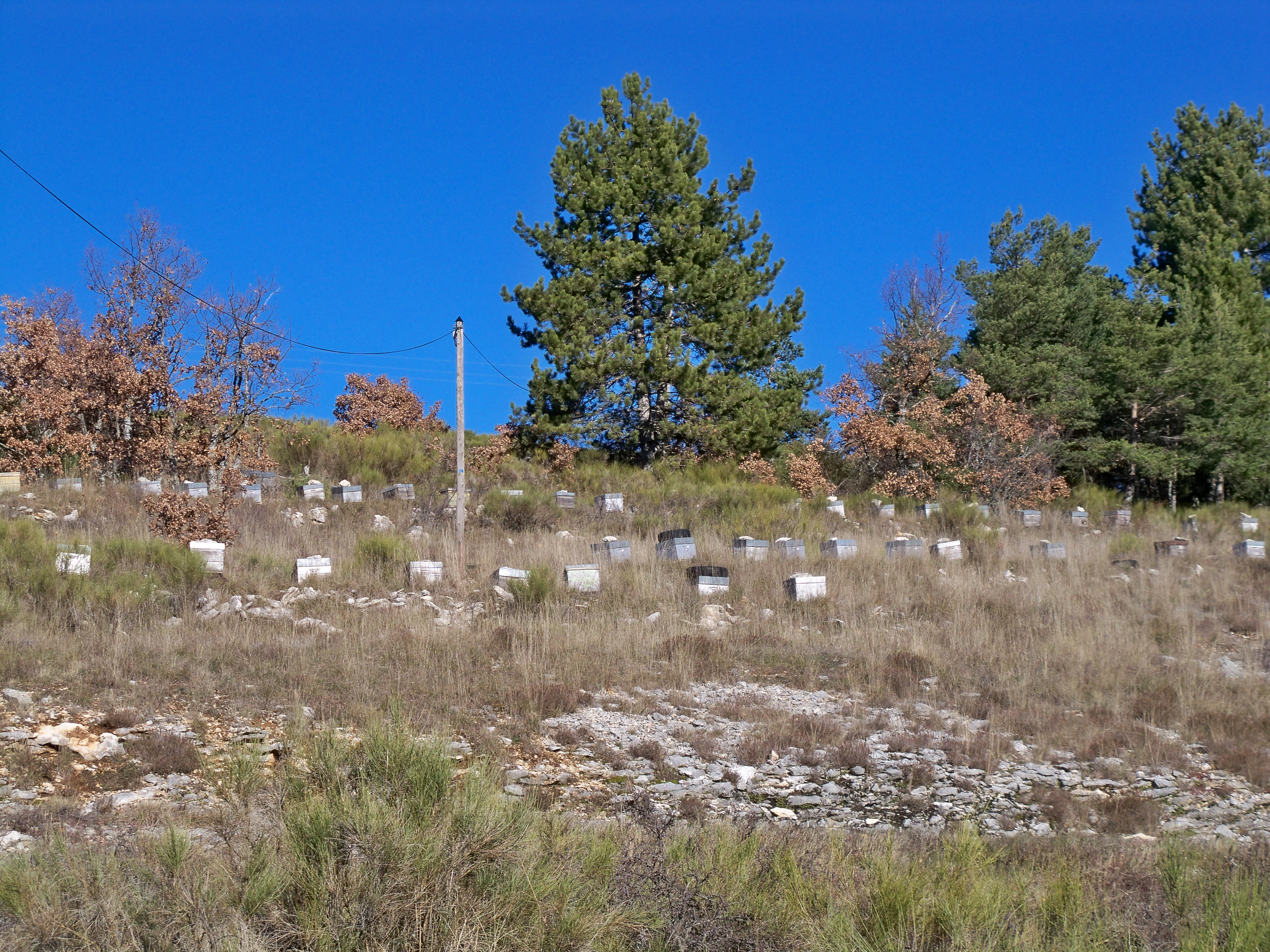
Ruches à la combe du Pommier.
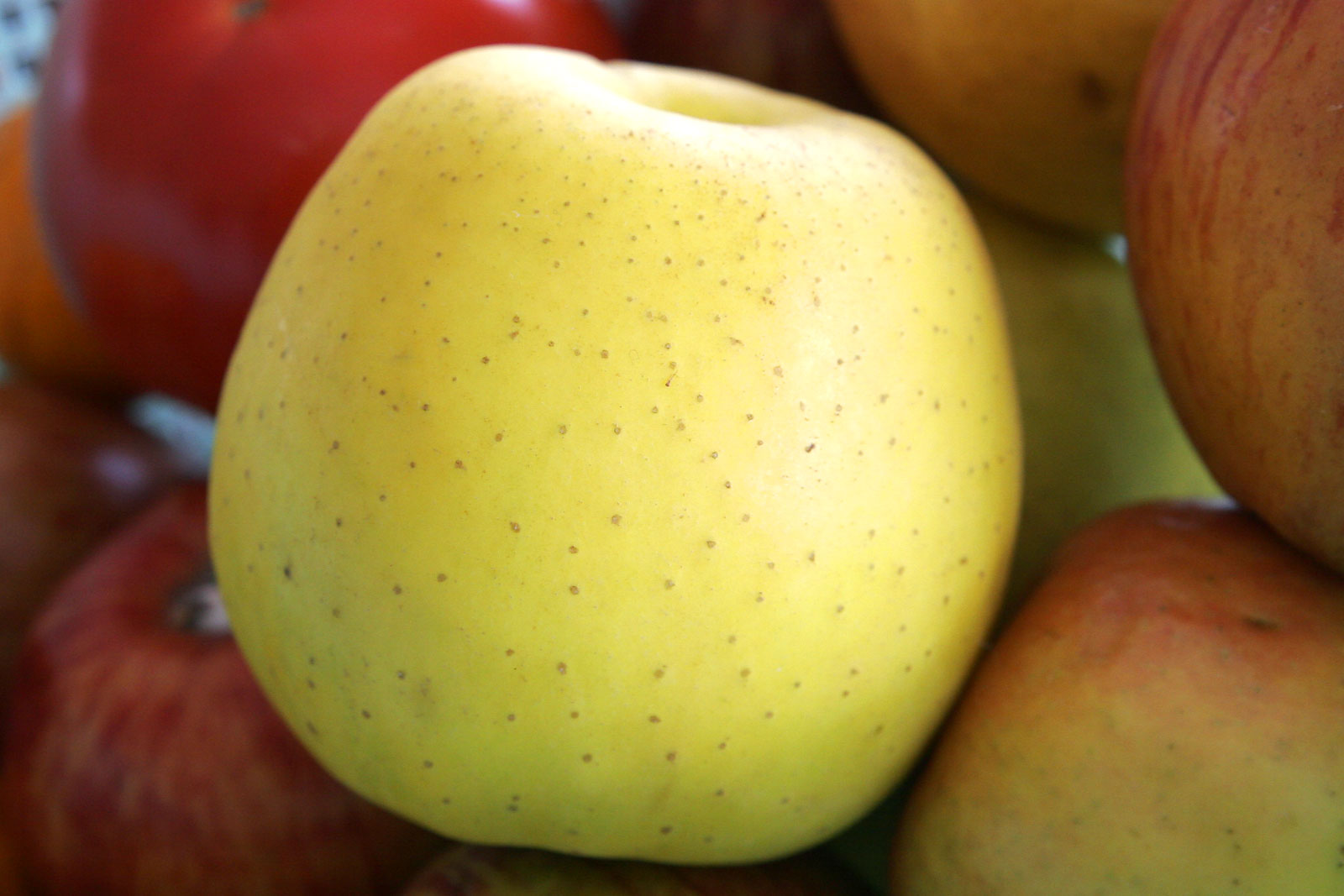
Golden et gala.

### Industrie
Fin 2010, le secteur secondaire (industrie et construction) comptait quatre établissements, employant quatre salariés.

### Activités de service
Fin 2010, le secteur tertiaire (commerces, services) comptait quatre établissements (sans emploi salarié), auxquels s’ajoutent les deux établissements du secteur administratif (regroupé avec le secteur sanitaire et social et l’enseignement), salariant six personnes.
D'après l’Observatoire départemental du tourisme, la fonction touristique est d‘une importance moyenne pour la commune, avec entre un et cinq touristes accueillis par habitant. Les capacités d’hébergement à finalité touristique de Melve consistent essentiellement en des meublés labellisés. Les résidences secondaires apportent un complément à la capacité d’accueil : au nombre de 25, elles représentent un tiers des logements,.

## Lieux et monuments

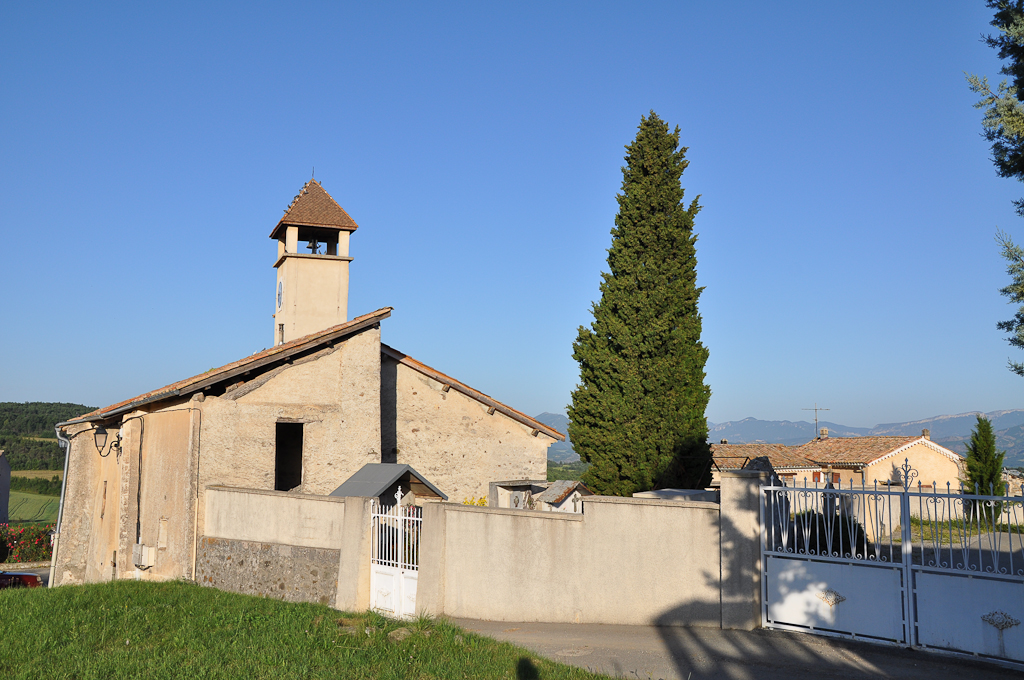
L'église de Melve vue de l'est

Il ne subsiste d’une tour ou donjon qu’un angle de mur, la base de la voûte en berceau permet de le dater des XIIe ou XIIIe siècle.
L’église Notre-Dame-de-Beauvoir, dont saint Clair est patron, est construite au début du XIXe siècle. Elle possède une structure particulière, avec deux nefs accolées : la plus ancienne (XVIe ou XVIIe siècle) est voûtée, la plus récente est couverte d’un berceau en bois. Quelques éléments de son mobilier sont classés monument historique au titre objet :
- une stalle de bois, datée du XVIIIe siècle[72] ;
- une des deux chaires à prêcher du département datée avec précision (1731) et ornée de statues de bois en ronde-bosse[73],[74] ;
- le maître-autel, du XVIIIe siècle[75]>, en bois doré et peint, est classé avec ses gradins et le tabernacle[76] ;
- la statue de la Vierge à l’Enfant du XVIIe siècle[77].

L'église est fermée en temps ordinaire et ne se visite pas.

## Héraldique
| Blason de Melve | Blasonnement : De gueules à une fasce d'argent chargée du mot MELVE de sable accompagnée en chef de deux étoiles d'or et en pointe d'un croissant du même. |